# Melpō Axiōtī
Melpō Axiōtī (in greco Μέλπω Αξιώτη?; Calamata, 15 luglio 1905 – Atene, 22 maggio 1973) è stata una scrittrice greca.

## Biografia
Figlia del compositore Georgios Axiōtī, crebbe sull'isola di Mykonos e frequentò una scuola gestita dalle orsoline a Tino. Dopo la fine di un breve matrimonio, nel 1930 si trasferì ad Atene e cominciò a pubblicare racconti, affermandosi come pioniera del surrealismo in Grecia.
Durante gli anni 1930 si unì al Partito Comunista di Grecia e nel 1938 pubblicò il suo primo romanzo, Dúskoles Núchtes. Durante la seconda guerra mondiale e l'occupazione della Grecia da parte delle potenze dell'Asse si unì al Fronte di Liberazione Nazionale e nel 1947, con le persecuzioni anti-comuniste durante la guerra civile, andò in esilio in Francia, dove conobbe Louis Aragon, Pablo Neruda e Pablo Picasso. Dopo essere stata espulsa dal Paese nel 1950, trovò rifugio nella Germania dell'Est, dove insegnò la lingua e letteratura greca moderna all'Università Humboldt di Berlino. Nel 1956 fu candidata al Premio Nobel per la letteratura.
Sarebbe tornata in patria solo nel 1964.